# Takeshi Koga
Takeshi Koga –en japonés, 古賀 武, Koga Takeshi– (11 de mayo de 1939) es un deportista japonés que compitió en judo. Ganó una medalla de bronce en el Campeonato Mundial de Judo de 1961 en la categoría abierta.

## Palmarés internacional
| Campeonato Mundial | Campeonato Mundial | Campeonato Mundial | Campeonato Mundial |
| Año                | Lugar              | Medalla            | Categoría          |
| ------------------ | ------------------ | ------------------ | ------------------ |
| 1961               | París (Francia)    | Medalla de bronce  | Abierta            |